# 津堅島
26°15′01″N 127°56′30″E / 26.25028°N 127.94167°E
津堅島（日语：／ Tsuken-jima、琉球語：／ ）是琉球列島沖繩群島沖繩島東南方約五公里的島嶼，全島面積1.75平方公里。產業以農業和漁業為主，其中以種植胡蘿蔔為主要產業。
2005年4月1日隨著勝連町併入宇流麻市，現在的地名為宇流麻市勝連津堅。